# Åsa Elmstam
Åsa Elmstam, född 1978, är en svensk formgivare och konstnär. Verksam i Stockholm. 
Arbetar bland annat med så kallad Ekodesign - ofta mer omtalat under den engelska beteckningen Sustainable design. Under 2008 uppmärksammades produkten "Powerwise" i många tidningaroch på designbloggar. Powerwise var ett samarbete med formgivaren Johanna Strand. 
Som konstnär har Åsa Elmstam medverkat på ett antal olika utställningar
Åsa Elmstam är utbildad på Konstfack.